# Cagliari Calcio 2008-2009
Questa voce raccoglie le informazioni riguardanti il Cagliari Calcio nelle competizioni ufficiali della stagione 2008-2009.

## Stagione
Nonostante la salvezza raggiunta al termine del campionato 2007-08, Ballardini non venne riconfermato sulla panchina rossoblu. A prenderne il posto fu Massimiliano Allegri, già calciatore della squadra. Nel ruolo di portiere, Marchetti sostituì il partente Storari. La partenza in campionato parve condannare i sardi ad una stagione sofferta, impressione confermata dai risultati che — dopo 5 giornate — vedevano la squadra (uscita al quarto turno della coppa nazionale) relegata all'ultimo posto senza punti al proprio attivo. La classifica venne mossa soltanto in ottobre, grazie ad un pareggio casalingo con il Milan: le positive prestazioni fatte registrare nel periodo successivo allontanarono, in breve tempo, il Cagliari dal pericolo di retrocessione. Un filotto di 5 vittorie consecutive tra le mura amiche spinse la compagine a risalire la graduatoria, ipotecando la salvezza già al giro di boa. I motivi della rimonta furono ascritti all'operato del tecnico, capace di imporre un gioco votato all'attacco: proprio le reti di Acquafresca, Jeda e Matri ebbero un peso decisivo nel risollevare le sorti della compagine.
Nel mese di febbraio i sardi — tornati nel frattempo a vincere dopo 41 anni in casa della Juventus — raggiunsero il settimo posto, conquistato in solitaria grazie all'affermazione sul Lecce: nel girone di andata, dopo la gara contro i salentini, il Cagliari era fanalino di coda. La formazione rimase in corsa per l'accesso alla Coppa UEFA anche in primavera, spingendo il presidente Cellino a dichiararsi pienamente soddisfatto di Allegri. Il possibile ingresso in Europa svanì tuttavia nelle giornate conclusive, per via delle sconfitte con Palermo e Reggina: rosanero ed amaranto erano, rispettivamente, in corsa per la Coppa UEFA e la salvezza. Malgrado l'esclusione dalle coppe continentali, il Cagliari coronò una positiva stagione con il successo casalingo contro i campioni d'Italia dell'Inter; il sipario sul torneo fu calato dal pesante 6-2 contro l'Udinese, che corrispose al nono posto in classifica.

## Divise e sponsor
Lo sponsor tecnico per la stagione 2008-2009 è Macron, mentre lo sponsor ufficiale è Tiscali. Il secondo sponsor, presente sulle maglie in piccolo in alto a destra, è Sky. Il logo della squadra è al centro del petto, fra lo sponsor tecnico e quello secondario.
La divisa casalinga presenta una maglia divisa in due parti. Sul torace, la parte destra è blu e quella sinistra è rossa. La manica destra rossa mentre quella sinistra è blu. I calzoncini sono blu come i calzettoni. I numeri e i nomi sul dorso della maglia sono bianchi; il numero sui pantaloncini, sempre bianco, è sulla gamba sinistra.
La prima divisa da trasferta è il classico completo bianco con bordature rosse e blu, i numeri sono blu
La seconda divisa da trasferta presenta maglia, pantaloncini e calzettoni rossi. Il numero sul dorso e sui calzoncini, e il nome, sono di colore bianco.
| Casa | Trasferta |

## Organigramma societario
Area direttiva
- Presidente e amministratore delegato: Massimo Cellino
- Amministratore: Carlo Catte
- Direttore Generale: Francesco Marroccu

Area organizzativa
- Segretario generale: Pino Serra

Area comunicazione
- Responsabile area comunicazione: Marcello Sanfelice

Area marketing
- Ufficio marketing: Stefania Campus

Area tecnica
- Allenatore: Massimiliano Allegri
- Allenatore in seconda e Preparatore dei portieri: Marco Landucci
- Collaboratore tecnico: Stefano Grani
- Preparatore atletico: Simone Folletti

Area sanitaria
- Responsabile sanitario: Marco Scorcu
- Medico sociale: Francesco Piras
- Massaggiatori: Salvatore Congiu, Francesco Todde

## Rosa
| N. |                        | Ruolo | Calciatore                  |
| -- | ---------------------- | ----- | --------------------------- |
| 1  | Italia (bandiera)      | P     | Simone Aresti               |
| 2  | Italia (bandiera)      | C     | Ignazio Carta               |
| 4  | Italia (bandiera)      | C     | Salvatore Burrai            |
| 5  | Italia (bandiera)      | C     | Daniele Conti               |
| 6  | Uruguay (bandiera)     | D     | Diego Luis López (capitano) |
| 7  | Italia (bandiera)      | C     | Andrea Cossu                |
| 8  | Italia (bandiera)      | C     | Davide Biondini             |
| 9  | Italia (bandiera)      | A     | Robert Acquafresca          |
| 10 | Italia (bandiera)      | C     | Andrea Lazzari              |
| 12 | Italia (bandiera)      | P     | Mauro Vigorito              |
| 13 | Italia (bandiera)      | D     | Davide Astori               |
| 14 | Italia (bandiera)      | D     | Francesco Pisano            |
| 15 | Italia (bandiera)      | D     | Luca Di Laura               |
| 16 | Bielorussia (bandiera) | C     | Mikhail Sivakov             |
| 18 | Italia (bandiera)      | C     | Andrea Parola               |
| 19 | Argentina (bandiera)   | A     | Joaquín Larrivey            |
| 20 | Italia (bandiera)      | D     | Paolo Bianco                |

| N. |                      | Ruolo | Calciatore            |
| -- | -------------------- | ----- | --------------------- |
| 21 | Italia (bandiera)    | D     | Michele Canini        |
| 22 | Italia (bandiera)    | P     | Federico Marchetti    |
| 23 | Italia (bandiera)    | C     | Michele Fini          |
| 24 | Italia (bandiera)    | P     | Cristiano Lupatelli   |
| 25 | Argentina (bandiera) | D     | Carlos Matheu         |
| 26 | Italia (bandiera)    | C     | Claudio Pani          |
| 26 | Italia (bandiera)    | A     | Marco Mancosu         |
| 27 | Brasile (bandiera)   | A     | Jeda                  |
| 28 | Italia (bandiera)    | D     | Daniele Magliocchetti |
| 29 | Italia (bandiera)    | D     | Michele Ferri         |
| 29 | Italia (bandiera)    | A     | Mattia Gallon         |
| 30 | Italia (bandiera)    | A     | Daniele Ragatzu       |
| 31 | Italia (bandiera)    | D     | Alessandro Agostini   |
| 32 | Italia (bandiera)    | A     | Alessandro Matri      |
| 33 | Venezuela (bandiera) | C     | Rafael Acosta         |
| 34 | Italia (bandiera)    | C     | Alberto Usai          |
| 36 | Italia (bandiera)    | A     | Daniele Caschili      |

## Calciomercato

### Sessione estiva(dal 1/7 al 1/9)
| Acquisti | Acquisti           | Acquisti         | Acquisti                          |
| R.       | Nome               | da               | Modalità                          |
| -------- | ------------------ | ---------------- | --------------------------------- |
| P        | Simone Aresti      | Pistoiese        | fine prestito                     |
| P        | Federico Marchetti | AlbinoLeffe      | compartecipazione (2,5 milioni €) |
| P        | Vincenzo Marruocco | Ravenna          | fine prestito                     |
| D        | Davide Astori      | Milan            | definitivo (1 milioni €)          |
| D        | Joe Bizera         | Maccabi Tel Aviv | fine prestito                     |
| D        | Carlos Matheu      | Independiente    | definitivo (2 milioni €)          |
| D        | Andrea Peana       | Crotone          | fine prestito                     |
| C        | Andrea Lazzari     | Atalanta         | comp. (1,9 milioni €)             |
| C        | Claudio Pani       | Modena           | fine prestito                     |
| A        | Robert Acquafresca | Inter            | prestito                          |
| A        | Andrea Cocco       | Pistoiese        | fine prestito                     |
| A        | Marco Sau          | Manfredonia      | fine prestito                     |

| Cessioni | Cessioni             | Cessioni    | Cessioni                        |
| R.       | Nome                 | a           | Modalità                        |
| -------- | -------------------- | ----------- | ------------------------------- |
| P        | Luca Capecchi        | Ravenna     | fine prestito                   |
| P        | Jan Koprivec         |             | svincolato                      |
| P        | Vincenzo Marruocco   | Cavese      | svincolato                      |
| P        | Marco Storari        | Milan       | fine prestito                   |
| D        | Joe Bizera           | PAOK        | definitivo (0,3 milioni €)      |
| D        | Cristiano Del Grosso | Siena       | comp. (0,8 milioni €)           |
| D        | Giacomo Garau        | Alghero     | compartecipazione               |
| D        | Andrea Peana         | Portogruaro | compartecipazione               |
| D        | Davide Puddu         | Alghero     | compartecipazione               |
| C        | Enrico Cotza         | Foligno     | prestito                        |
| C        | Pasquale Foggia      | Lazio       | fine prestito                   |
| C        | Ivica Guberac        |             | svincolato                      |
| C        | Marco Mancosu        | Rimini      | prestito                        |
| C        | Davide Marchini      | Triestina   | fine prestito                   |
| C        | Rijat Shala          |             | svincolato                      |
| C        | Vitor Gomes Silva    | Rio Ave     | fine prestito                   |
| A        | Robert Acquafresca   | Inter       | risoluzione comp. (5 milioni €) |
| A        | Andrea Cocco         | Rovigo      | compartecipazione               |
| A        | Marco Sau            | AlbinoLeffe | prestito                        |

### Sessione invernale(dal 2/1 al 2/2)
| Acquisti | Acquisti        | Acquisti     | Acquisti                   |
| R.       | Nome            | da           | Modalità                   |
| -------- | --------------- | ------------ | -------------------------- |
| D        | Giacomo Garau   | Alghero      | risoluzione comp.          |
| C        | Mikhail Sivakov | BATĖ Borisov | definitivo (0,4 milioni €) |
| A        | Marco Mancosu   | Rimini       | fine prestito              |

| Cessioni | Cessioni         | Cessioni  | Cessioni                 |
| R.       | Nome             | a         | Modalità                 |
| -------- | ---------------- | --------- | ------------------------ |
| D        | Michele Ferri    | Sampdoria | definitivo (0 milioni €) |
| D        | Giacomo Garau    |           | svincolato               |
| C        | Salvatore Burrai | Ternana   | prestito                 |
| C        | Claudio Pani     | Triestina | prestito                 |

### Operazioni di mercato successive alla sessione invernale
| Acquisti | Acquisti | Acquisti | Acquisti |
| R.       | Nome     | da       | Modalità |
| -------- | -------- | -------- | -------- |

| Cessioni | Cessioni         | Cessioni        | Cessioni |
| R.       | Nome             | a               | Modalità |
| -------- | ---------------- | --------------- | -------- |
| A        | Joaquín Larrivey | Vélez Sarsfield | prestito |

## Risultati

### Serie A

#### Girone di andata
| Arbitro: | Bergonzi (Genova) |

|              |           |                                              |
| Larrivey 31’ | Marcatori | 63’ (rig.), 72’ Zárate 76’ Foggia 85’ Pandev |

| Arbitro: | Dondarini (Finale Emilia) |

|                          |           |  |
| Calaiò 10’ Ghezzal 90+6’ | Marcatori |  |

| Arbitro: | Valeri (Roma) |

|  |           |            |
|  | Marcatori | 39’ Amauri |

| Arbitro: | N. Stefanini (Prato) |

|              |           |  |
| Floccari 79’ | Marcatori |  |

| Arbitro: | Pinzani (Empoli) |

|                             |           |  |
| Giacomazzi 34’ Castillo 62’ | Marcatori |  |

| Cagliari 5 ottobre 2008, ore 20:30 UTC+2 6ª giornata | Cagliari         | 0 – 0 referto | Milan | Stadio Sant'Elia\| Arbitro: \| Rosetti (Torino) \| |
| Arbitro:                                             | Rosetti (Torino) |               |       |                                                    |

| Arbitro: | Banti (Livorno) |

|  |           |                 |
|  | Marcatori | 86’ Acquafresca |

| Arbitro: | Brighi (Cesena) |

|                          |           |  |
| Acquafresca 30’ Fini 54’ | Marcatori |  |

| Arbitro: | Valeri (Roma) |

|                                       |           |            |
| Papastathopoulos 25’ Thiago Motta 55’ | Marcatori | 65’ Bianco |

| Arbitro: | Giannoccaro (Lecce) |

|                                              |           |             |
| Acquafresca 45’, 52’ Conti 48’ Jeda 69’, 85’ | Marcatori | 18’ Di Vaio |

| Arbitro: | Romeo (Verona) |

|                        |           |         |
| Mascara 37’ Sabato 87’ | Marcatori | 6’ Jeda |

| Arbitro: | Gava (Conegliano) |

|                        |           |  |
| Acquafresca 31’ (rig.) | Marcatori |  |

| Arbitro: | Pierpaoli (Firenze) |

|                       |           |                       |
| Hamšík 9’ Lavezzi 84’ | Marcatori | 55’ López 90+5’ Conti |

| Arbitro: | Saccani (Mantova) |

|          |           |  |
| Jeda 48’ | Marcatori |  |

| Arbitro: | Banti (Livorno) |

|          |           |  |
| Fini 34’ | Marcatori |  |

| Arbitro: | Trefoloni (Siena) |

|                                    |           |                    |
| Totti 39’ Perrotta 77’ Vučinić 90’ | Marcatori | 58’ Conti 69’ Jeda |

| Arbitro: | Ciampi (Roma) |

|                |           |             |
| Acquafresca 1’ | Marcatori | 60’ Brienza |

| Arbitro: | Pierpaoli (Firenze) |

|                 |           |                 |
| Ibrahimović 76’ | Marcatori | 65’ Acquafresca |

| Arbitro: | Peruzzo (Schio) |

|                       |           |  |
| Conti 4’ Biondini 20’ | Marcatori |  |

#### Girone di ritorno
| Arbitro: | Romeo (Verona) |

|           |           |                                       |
| Rocchi 3’ | Marcatori | 5’, 9’ Jeda 21’ Acquafresca 41’ Matri |

| Arbitro: | Ciampi (Roma) |

|                 |           |  |
| Acquafresca 37’ | Marcatori |  |

| Arbitro: | Banti (Livorno) |

|                        |           |                                 |
| Sissoko 31’ Nedvěd 38’ | Marcatori | 16’ Biondini 54’ Jeda 78’ Matri |

| Arbitro: | Tozzi (Lido di Ostia) |

|  |           |              |
|  | Marcatori | 66’ Cigarini |

| Arbitro: | N. Stefanini (Prato) |

|                      |           |  |
| Fini 49’ Matri 90+4’ | Marcatori |  |

| Arbitro: | Saccani (Mantova) |

|             |           |  |
| Seedorf 65’ | Marcatori |  |

| Cagliari 1º marzo 2009, ore 15:00 UTC+1 26ª giornata | Cagliari       | 0 – 0 referto | Torino | Stadio Sant'Elia\| Arbitro: \| Orsato (Schio) \| |
| Arbitro:                                             | Orsato (Schio) |               |        |                                                  |

| Arbitro: | Orsato (Schio) |

|             |           |          |
| 57’ Makinwa | Marcatori | 28’ Jeda |

| Arbitro: | Gervasoni (Mantova) |

|  |           |             |
|  | Marcatori | 40’ Olivera |

| Arbitro: | Gava (Conegliano) |

|  |           |                 |
|  | Marcatori | 45’ Acquafresca |

| Arbitro: | Pinzani (Empoli) |

|           |           |  |
| Matri 82’ | Marcatori |  |

| Arbitro: | Damato (Barletta) |

|                        |           |             |
| Pasqual 53’ Vargas 85’ | Marcatori | 87’ Ragatzu |

| Arbitro: | Celi (Campobasso) |

|                        |           |  |
| Jeda 5’ A. Lazzari 91’ | Marcatori |  |

| Arbitro: | Gava (Conegliano) |

|                                |           |                                     |
| Marilungo 25’, 42’ Cassano 85’ | Marcatori | 46’ Matri 66’ Acquafresca 79’ Conti |

| Arbitro: | Celi (Campobasso) |

|                                                                  |           |          |
| Migliaccio 29’ Miccoli 38’ Gio. Tedesco 50’ Cavani 57’ Succi 87’ | Marcatori | 48’ Jeda |

| Arbitro: | Rocchi (Firenze) |

|                           |           |                        |
| Matri 34’ Acquafresca 58’ | Marcatori | 63’ Totti 69’ Perrotta |

| Arbitro: | Banti (Livorno) |

|                          |           |                |
| Ceravolo 25’ Brienza 48’ | Marcatori | 18’ A. Lazzari |

| Arbitro: | Calvarese (Teramo) |

|                           |           |                |
| Cossu 34’ Acquafresca 71’ | Marcatori | 8’ Ibrahimović |

| Arbitro: | Ciampi (Roma) |

|                                                                                |           |                            |
| Asamoah 10’ Pepe 12’ Floro Flores 15’ Pasquale 58’ Quagliarella 72’ Ighalo 89’ | Marcatori | 55’ Acquafresca 57’ Parola |

### Coppa Italia

#### Turni preliminari
| Arbitro: | Farina (Novi Ligure) |

|                  |           |  |
| Matri 78’ (rig.) | Marcatori |  |

| Arbitro: | Romeo (Verona) |

|                                    |           |  |
| Ceravolo 52’, 74’ Brienza 70’, 89’ | Marcatori |  |

## Statistiche
Statistiche aggiornate al 31 maggio 2009.

### Statistiche di squadra
| Competizione | Punti | In casa | In casa | In casa | In casa | In casa | In casa | In trasferta | In trasferta | In trasferta | In trasferta | In trasferta | In trasferta | Totale | Totale | Totale | Totale | Totale | Totale | DR |
| Competizione | Punti | G       | V       | N       | P       | Gf      | Gs      | G            | V            | N            | P            | Gf           | Gs           | G      | V      | N      | P      | Gf     | Gs     | DR |
| ------------ | ----- | ------- | ------- | ------- | ------- | ------- | ------- | ------------ | ------------ | ------------ | ------------ | ------------ | ------------ | ------ | ------ | ------ | ------ | ------ | ------ | -- |
| Serie A      | 53    | 19      | 11      | 4       | 4       | 24      | 12      | 19           | 4            | 4            | 11           | 25           | 38           | 38     | 15     | 8      | 15     | 49     | 50     | −1 |
| Coppa Italia | -     | 1       | 1       | 0       | 0       | 1       | 0       | 1            | 0            | 0            | 1            | 0            | 4            | 2      | 1      | 0      | 1      | 1      | 4      | −3 |
| Totale       | -     | 20      | 12      | 4       | 4       | 25      | 12      | 20           | 4            | 4            | 12           | 25           | 42           | 40     | 16     | 8      | 16     | 50     | 54     | −4 |

### Andamento in campionato
| Giornata  | 1  | 2  | 3  | 4  | 5  | 6  | 7  | 8  | 9  | 10 | 11 | 12 | 13 | 14 | 15 | 16 | 17 | 18 | 19 | 20 | 21 | 22 | 23 | 24 | 25 | 26 | 27 | 28 | 29 | 30 | 31 | 32 | 33 | 34 | 35 | 36 | 37 | 38 |
| --------- | -- | -- | -- | -- | -- | -- | -- | -- | -- | -- | -- | -- | -- | -- | -- | -- | -- | -- | -- | -- | -- | -- | -- | -- | -- | -- | -- | -- | -- | -- | -- | -- | -- | -- | -- | -- | -- | -- |
| Luogo     | C  | T  | C  | T  | T  | C  | T  | C  | T  | C  | T  | C  | T  | C  | C  | T  | C  | T  | C  | T  | C  | T  | C  | C  | T  | C  | T  | C  | T  | C  | T  | C  | T  | T  | C  | T  | C  | T  |
| Risultato | P  | P  | P  | P  | P  | N  | V  | V  | P  | V  | P  | V  | N  | V  | V  | P  | N  | N  | V  | V  | V  | V  | P  | V  | P  | N  | N  | P  | V  | V  | P  | V  | N  | P  | N  | P  | V  | P  |
| Posizione | 19 | 20 | 20 | 20 | 20 | 20 | 19 | 16 | 17 | 14 | 16 | 13 | 15 | 14 | 13 | 13 | 13 | 13 | 11 | 10 | 9  | 7  | 9  | 7  | 7  | 7  | 8  | 9  | 7  | 7  | 8  | 8  | 7  | 8  | 9  | 9  | 9  | 9  |

Legenda:

Luogo: C = Casa; T = Trasferta. Risultato: V = Vittoria; N = Pareggio; P = Sconfitta.

### Statistiche dei giocatori
| Giocatore        | Serie A  | Serie A | Serie A     | Serie A    | Coppa Italia | Coppa Italia | Coppa Italia | Coppa Italia | Totale   | Totale | Totale      | Totale     |
| Giocatore        | Presenze | Reti    | Ammonizioni | Espulsioni | Presenze     | Reti         | Ammonizioni  | Espulsioni   | Presenze | Reti   | Ammonizioni | Espulsioni |
| ---------------- | -------- | ------- | ----------- | ---------- | ------------ | ------------ | ------------ | ------------ | -------- | ------ | ----------- | ---------- |
| R. Acquafresca   | 36       | 14      | 2           | 0          | 1            | 0            | 0            | 0            | 37       | 14     | 2           | 0          |
| A. Agostini      | 34       | 0       | 4           | 0          | 1            | 0            | 0            | 0            | 35       | 0      | 4           | 0          |
| S. Aresti        | 0        | 0       | 0           | 0          | 0            | 0            | 0            | 0            | 0        | 0      | 0           | 0          |
| D. Astori        | 10       | 0       | 0           | 0          | 1            | 0            | 0            | 0            | 11       | 0      | 0           | 0          |
| P. Bianco        | 26       | 1       | 4           | 1          | 1            | 0            | 0            | 0            | 27       | 1      | 4           | 1          |
| D. Biondini      | 30       | 2       | 6           | 0          | 1            | 0            | 1            | 0            | 31       | 2      | 7           | 0          |
| S. Burrai        | 1        | 0       | 0           | 0          | 1            | 0            | 0            | 0            | 2        | 0      | 0           | 0          |
| M. Canini        | 22       | 0       | 0           | 0          | 1            | 0            | 0            | 0            | 23       | 0      | 0           | 0          |
| D. Caschili      | 0        | 0       | 0           | 0          | 0            | 0            | 0            | 0            | 0        | 0      | 0           | 0          |
| D. Conti         | 31       | 5       | 8           | 0          | 1            | 0            | 0            | 0            | 32       | 5      | 8           | 0          |
| A. Cossu         | 33       | 1       | 7           | 0          | 1            | 0            | 0            | 0            | 34       | 1      | 7           | 0          |
| L. Di Laura      | 0        | 0       | 0           | 0          | 0            | 0            | 0            | 0            | 0        | 0      | 0           | 0          |
| M. Ferri         | 2        | 0       | 0           | 0          | 1            | 0            | 1            | 0            | 3        | 0      | 1           | 0          |
| M. Fini          | 35       | 3       | 3           | 1          | 2            | 0            | 1            | 0            | 37       | 3      | 4           | 1          |
| Jeda             | 36       | 11      | 0           | 0          | 2            | 0            | 0            | 0            | 38       | 11     | 0           | 0          |
| J. Larrivey      | 10       | 1       | 2           | 0          | 1            | 0            | 0            | 0            | 11       | 1      | 2           | 0          |
| A. Lazzari       | 36       | 2       | 1           | 0          | 2            | 0            | 0            | 0            | 38       | 2      | 1           | 0          |
| D. López         | 29       | 1       | 4           | 1          | 1            | 0            | 1            | 0            | 30       | 1      | 5           | 1          |
| C. Lupatelli     | 3        | -10     | 0           | 0          | 1            | -4           | 0            | 0            | 4        | -14    | 0           | 0          |
| D. Magliocchetti | 2        | 0       | 0           | 0          | 1            | 0            | 0            | 0            | 3        | 0      | 0           | 0          |
| M. Mancosu       | 2        | 0       | 0           | 0          | 0            | 0            | 0            | 0            | 2        | 0      | 0           | 0          |
| F. Marchetti     | 35       | -40     | 0           | 0          | 1            | 0            | 0            | 0            | 36       | -40    | 0           | 0          |
| C. Matheu        | 15       | 0       | 2           | 0          | 1            | 0            | 0            | 0            | 16       | 0      | 2           | 0          |
| A. Matri         | 31       | 6       | 0           | 0          | 2            | 1            | 0            | 0            | 33       | 7      | 0           | 0          |
| C. Pani          | 1        | 0       | 1           | 0          | 1            | 0            | 0            | 0            | 2        | 0      | 1           | 0          |
| A. Parola        | 26       | 1       | 0           | 0          | 1            | 0            | 0            | 0            | 27       | 1      | 0           | 0          |
| F. Pisano        | 29       | 0       | 0           | 0          | 1            | 0            | 0            | 0            | 30       | 0      | 0           | 0          |
| D. Ragatzu       | 5        | 1       | 0           | 0          | 1            | 0            | 0            | 0            | 6        | 1      | 0           | 0          |
| M. Sivakov       | 0        | 0       | 0           | 0          | 0            | 0            | 0            | 0            | 0        | 0      | 0           | 0          |
| A. Usai          | 0        | 0       | 0           | 0          | 0            | 0            | 0            | 0            | 0        | 0      | 0           | 0          |
| F. Vigorito      | 0        | 0       | 0           | 0          | 0            | 0            | 0            | 0            | 0        | 0      | 0           | 0          |

## Giovanili

### Organigramma societario
Area direttiva
- Responsabile e direttore tecnico: Gianfranco Matteoli
- Segretaria settore giovanile: Caterina De Angelis

Area tecnica
- Allenatore Primavera: Giorgio Melis
- Allenatore Professionisti: Pietro Pillosu
- Allenatore Giovanissimi Professionisti: Franco Masia
- Allenatore Juniores Regionali: Sandro Loi
- Allenatore Giovanissimi Regionali: Pino Bellini
- Allenatore Giovanissimi Provinciali Cagliari: Fabrizio Ruzzu
- Allenatore Esordienti Provinciali Cagliari: Floriano Congiu
- Allenatore Giovanissimi Provinciali Oristano: Gavino Scano
- Allenatore Esordienti Provinciali Oristano: Serafino Carta